# Подгорный (Амурская область)
Подго́рный — посёлок в Свободненском районе Амурской области, Россия. Входит в Новгородский сельсовет.

## География
Посёлок Подгорный — спутник города Свободный, расположен на трассе Свободный — Благовещенск, примыкает к районному центру с юга.
На восток от пос. Подгорный идёт дорога на правый берег реки Зея, к селу Бардагон.
Расстояние до административного центра Новгородского сельсовета села Новгородка — 10 км.

## Население
| 2002 | 2010 | 2012 | 2013 | 2014 | 2015 | 2016 |
| ---- | ---- | ---- | ---- | ---- | ---- | ---- |
| 301  | ↘255 | ↘253 | ↗279 | ↗289 | ↘274 | ↘266 |
| 2017 | 2018 |      |      |      |      |      |
| ↘256 | →256 |      |      |      |      |      |